# Eddie Murphy Delirious
Eddie Murphy Delirious (br: Eddie Murphy -  Delírios) é um especial de televisão de stand-up comedy, dirigido por Bruce Gowers, escrito e estrelado por Eddie Murphy em 1983.
Ao contrário de suas apresentações no Saturday Night Live, Delirious apresenta um material mais profano e atrevido, com a palavra fuck sendo dita num total de 230 vezes, e shit é usada 171 vezes. 
Ele foi gravado em 17 de agosto de 1983 no Constitution Hall, em Washington D.C.. Foi um grande sucesso e foi seguido, com o filme concerto Eddie Murphy Raw. A banda The BusBoys cantaram no início do concerto e são referenciados ao longo do show por Murphy.

## História
Entre os temas abordados por Murphy está a atração que os caminhões de sorvete têm sobre as crianças. Depois que o sorvete era comprado, eles zombavam das crianças que não podiam pagar. Outros temas que ele aborda são Michael Jackson, James Brown, Stevie Wonder, racismo, Reaganomics, gays, AIDS e Marian Anderson. O show termina com Murphy e sua equipe caminhando para o seu camarim enquanto os créditos rolam.